# Otto von Arnim
Otto von Arnim (* 13. August 1785 in Minden; † 29. April 1820 in Meißen bei Minden) war ein deutscher Regierungsbeamter.
Von 1817 bis 1820 war er Landrat des preußischen Kreises Minden in Westfalen.

## Leben
Otto von Arnim wurde 1785 als Sohn des preußischen Regierungspräsidenten Carl Ludolf Bernhard von Arnim in Minden geboren. 1804 legte er das Zeugnis der mittleren Reife am Joachimsthaler Gymnasium in Berlin ab und studierte danach an der Friedrichs-Universität Halle vier Semester Rechtswissenschaften und Cameralia. 1809 wurde er Assessor des französischen Tribunals in Minden. Von 1811 bis 1814 war er Notar im Haus Heyde bei Herford, 1814 Friedensrichter in Bünde und 1815 Land- und Stadtgerichtsassessor in Minden. Im Jahr 1816 wurde er Regierungs-Assessor bei der Bezirksregierung in Minden. Am 8. April 1817 wurde er unter Vorbehalt der Eignungsprüfung zum Landrat des Kreises Minden ernannt, dieses Amt führte er bis zu seinem Tod im Jahr 1820 aus.
Otto von Arnim war evangelisch und verheiratet.